# Бікернієцький ліс

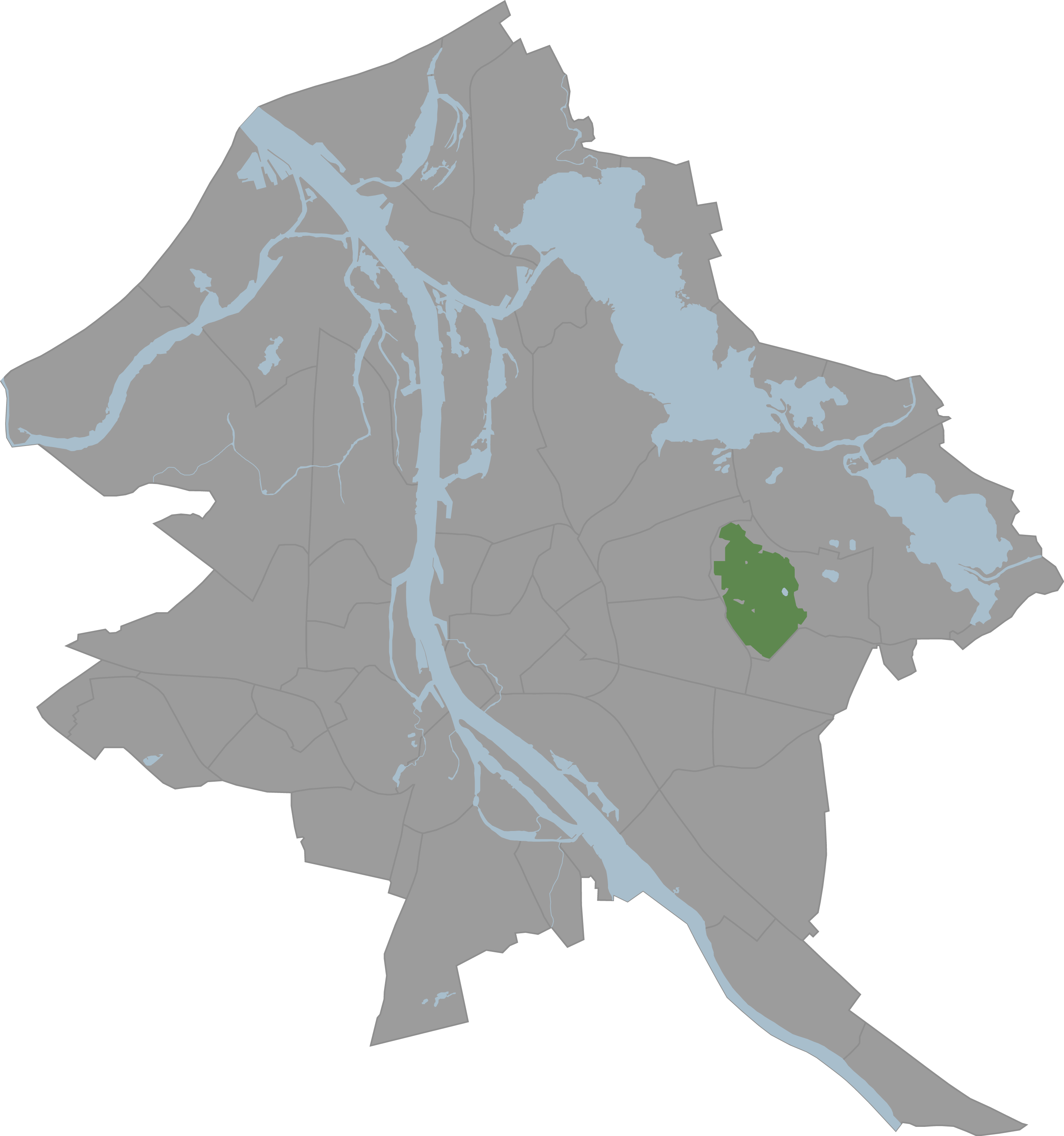
Схема місцезнаходження лісу

Бікернієцький ліс (також Бікернієки, латис. Biķernieku mežs, Biķernieki ) — сосновий ліс площею 642 га, частина Силенієкско-Бікернієцького лісового масиву. Розташований у Відземському передмісті на сході Риги . Межує північ від лісу Шмерли , заході — з мікрорайонами Тейка і Пурвціємс . Через ліс проходить вулиця Бікернієку .
У  частині Бікернієцького лісу знаходиться озеро Линэзерс (площа - 2,3 га, середня глибина - 1,5 м, найбільша глибина - 2,8 м), житловий масив Межціємс, Бікернієцька комплексна спортивна база з гоночною трасою і Ризький мотор .
Під час війни за незалежність Латвії в 1919 більшовики використовували Бікернієцький ліс для страт політичних опонентів, включаючи ряд відомих священиків     .
У роки Другої світової війни, під час нацистської окупації, Бікернієцький ліс став місцем масового знищення євреїв, радянських військовополонених та цивільних осіб з-поміж політичних противників режиму. За різними даними там було розстріляно від 35 до 46 тисяч осіб   .
2001 року відбулося відкриття меморіального комплексу за проектом архітектора Сергія Рижа. На місці масових поховань було встановлено близько сорока пам'ятних знаків із символічними емблемами  .